# Guri Gymnasium
Guri Gymnasium (kor. 구리시체육관) – hala widowiskowo-sportowa w mieście Guri, w Korei Południowej. Została otwarta 13 kwietnia 1996 roku. Może pomieścić 1170 widzów. W przeszłości na obiekcie swoje spotkania rozgrywały koszykarki klubu Guri KDB Life Winnus, występującego w WKBL (w 2018 roku zespół przeniósł się do miasta Suwon, a rok później do Pusan i występuje pod nazwą Busan BNK Sum).
W 2014 roku w bezpośrednim sąsiedztwie areny oddano do użytku wielofunkcyjny obiekt sportowy Guri City Multi Sports Center, w którego skład wchodzi m.in. basen, kręgielnia i hala do squasha.